# 심신의학
심신의학(Psychosomatic medicine)은 인간과 동물의 신체 과정과 삶의 질에 대한 사회적, 심리적, 행동적 요인 간의 관계를 탐구하는 학제간 의학 분야이다.
현대 행동 의학 분야의 학문적 선구자이자 상담-연락 정신과 진료의 일부인 정신신체의학은 정신의학, 심리학, 신경학, 정신분석학, 내과, 소아과, 수술, 알레르기, 피부과, 정신신경면역학. 정신적 과정이 의학적 결과에 영향을 미치는 주요 요인으로 작용하는 임상 상황은 심신 의학이 역량을 발휘하는 영역이다.

## 같이 보기
- 노시보
- 플러시보
- 정신신경면역학
- 심리요법
- 신체형통증장애